# جفت‌شدن کادیو–چادکیویچ
جفت‌شدن کادیو–چادکیویچ(به انگلیسی: Cadiot–Chodkiewicz coupling) گونه‌ای واکنش جفت‌شدن در شیمی آلی است که طی آن یک آلکین با یک هالوآلکین در حضور نمکی از مس(I) -مانند مس(I) برمید-به عنوان کاتالیزور واکنش می‌دهند و تشکیل دی‌آلکن یا دی‌آستیلن را می‌دهد. این واکنش باید در محیط آمینی بازی انجام پذیرد.